# Hōjō Ujiteru

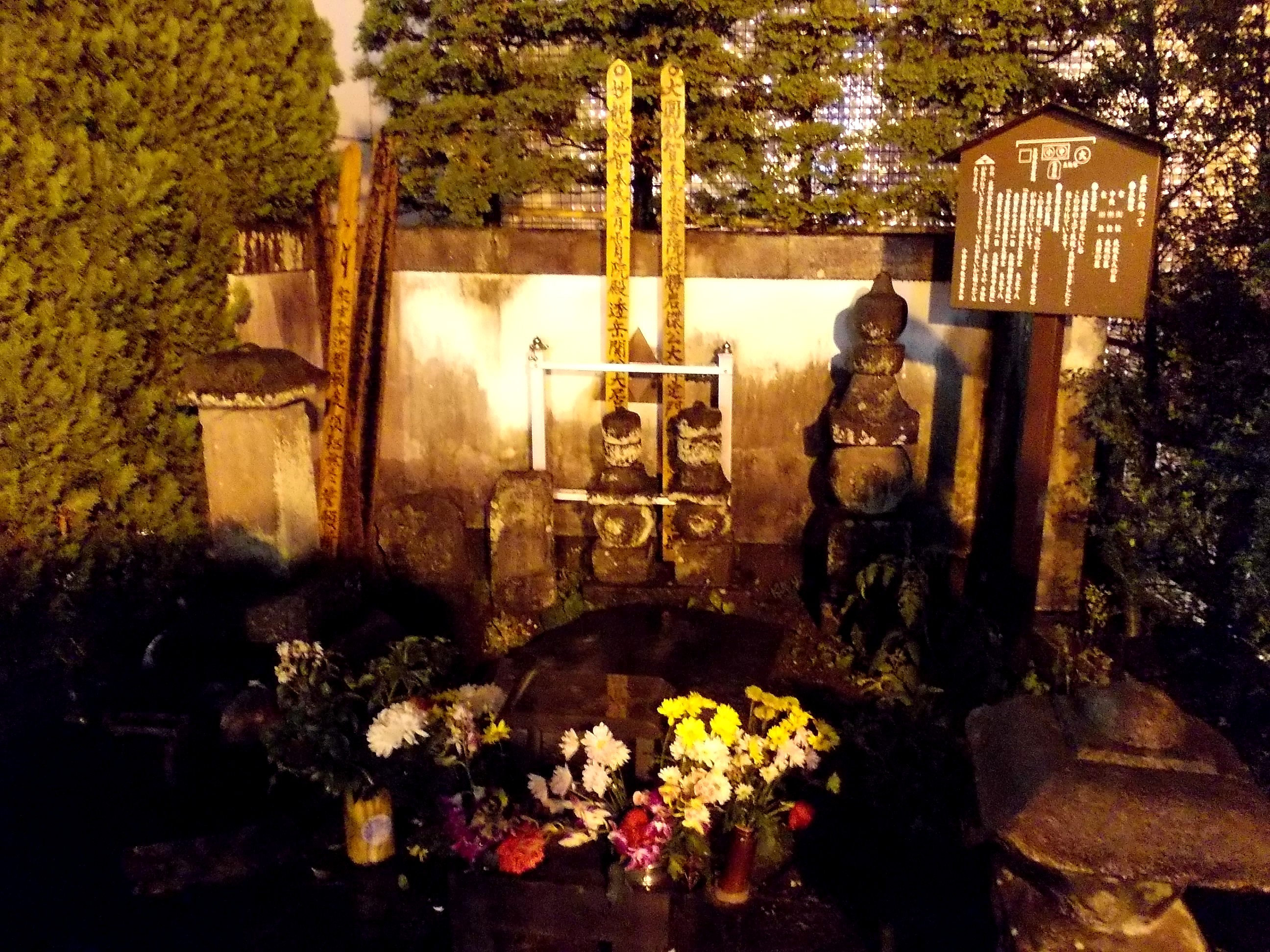
Tombes de Hōjō Ujimasa et Ujiteru (A) à Odawara

Hōjō Ujiteru est un nom japonais traditionnel ; le nom de famille (ou le nom d'école), Hōjō, précède donc le prénom (ou le nom d'artiste).
Hōjō Ujiteru (北条 氏照) (1540? - 10 août 1590) est un samouraï, fils de Hōjō Ujiyasu et seigneur du château de Hachiōji là où se trouve à présent Tokyo. 

## Biographie
Second fils (ou troisième si on compte le fils ainé de Ujiyasu, mort jeune ) de Hojo Ujiyasu. Sa mère Zuikeii-in est la  sœur d'Imagawa Yoshimoto. Il est adopté par Sadahisa Oishi et épouse sa fille Hisahime dont il a une fille Rei-dono .
Ujiteru commande une force majeure à la bataille de Mimasetoge, où il tente en vain d'empêcher Takeda Shingen de retourner dans la province de Kai d'où il est originaire après avoir assiégé le château de Hōjō à Odawara.
Après la défaite des Hōjō au Siège d'Odawara de 1590, Ujiteru est contraint au seppuku en compagnie de son grand frère Ujimasa.
La tombe de Hōjō Ujiteru existe en deux endroits, l'une située à Odawara et l'autre au château de Hachijo-ji.

## Famille
- Père : Ujiyasu Hojo , fils de Hojo Ujitsuna .
- Mère : Zuikeii-in , sœur d'Imagawa Yoshimoto
- Frères :
  - Ujimasa Hojo
  - Ujikuni Hojo
  - Ujinori Hojo
  - Ujitada Hojo
  - Kagetora Uesugi
  - Ujimitsu Hojo
- Sœurs :
  - Dame Hayakawa , épouse Ujizane Imagawa
  - Dame Hojo (Shizuka ou Keirin-in) , épouse Katsuyori Takeda
  - Nanamagari-dono , épouse Ujishige Hojo

- Femmes :
  - Hisa-hime , fille d'Oishi Sadahisa .

- Enfants :
  - Rei-dono ,épouse Yorimoto Yamanaka
  - Naoshige Chiba , fils d'Ujimasa Hojo, adopté par Ujiteru .

## Référence
- Turnbull, Stephen (1998). The Samurai Sourcebook. Londres : Cassell & Co.

## Source de la traduction
- (en) Cet article est partiellement ou en totalité issu de l’article de Wikipédia en anglais intitulé « Hōjō Ujiteru » (voir la liste des auteurs).